# Hans Hollmann (Regisseur)
Hans Hollmann (* 4. Februar 1933 in Graz; † 26. Juni 2022 in Basel) war ein österreichisch-schweizerischer Regisseur, Schauspieler und Hochschullehrer.

## Lebenslauf
Hans Hollmann war der Sohn eines bekannten Schulmusikers und einer Lehrerin. Nach Universitätsstudien und der 1956 erfolgten Promotion zum Doktor juris an der Karl-Franzens-Universität in Graz studierte er Schauspiel und Regie am Max-Reinhardt-Seminar der Akademie für Musik und Darstellende Kunst in Wien.
Er wurde, nach Anfängen als Schauspieler und Regisseur am Theater in der Josefstadt in Wien, 1967 mit einer Inszenierung von Ödön von Horváths Italienischer Nacht am Staatstheater Stuttgart überregional bekannt. Mit der ersten umfangreichen Inszenierung von Karl Kraus’ Die letzten Tage der Menschheit, 1974 an zwei Abenden im Foyer des Theaters Basel aufgeführt, reihte er sich in die Reihe der führenden Regisseure des deutschsprachigen Gebiets ein. Er wiederholte diese Inszenierung bei den Wiener Festwochen 1980 im Wiener Konzerthaus mit Helmut Lohner, Peter Weck, Paulus Manker, Alexander Goebel und Götz Kauffmann.
Hollmann inszenierte an allen großen Bühnen Deutschlands, Österreichs und der Schweiz. Einer der Schwerpunkte seiner Arbeit war sein starkes Engagement für das zeitgenössische Theater, das in vielen Ur- und Erstaufführungen von Stücken von Bertolt Brecht, Elias Canetti, Tankred Dorst, Rainald Goetz, Peter Handke, Elfriede Jelinek, Heiner Müller und Botho Strauss seinen Ausdruck fand, der andere sein großes Interesse für das Musiktheater. Von 1975 bis 1978 war er Direktor der Theater Basel.
Hollmann war bekannt für sein epochenübergreifendes Repertoire: angefangen bei den Shakespeare, Carlo Goldoni und der deutschen Klassik – unter anderem Faust I und Faust II 1980 in Hamburg – über Arthur Schnitzler und Ödön von Horváth bis zu Jean Genet und Harold Pinter. 1977 realisierte er von Raymound Roussel das Stück Der Stern auf der Stirn in Basel, 1981 Sonnenstaub in Berlin.
1993 erhielt er einen Ruf als Professor für Theaterregie an die Hochschule für Musik und Darstellende Kunst in Frankfurt am Main und leitete von 1998 bis 2003 als Dekan den Fachbereich Darstellende Kunst. In dieser Eigenschaft konzipierte er den Studien- und Produktionsverbund Hessische Theaterakademie, eine Vernetzung der zu Bühnenberufen ausbildenden hessischen Hochschulen untereinander und mit den hessischen Staats- und Stadttheatern. Die Hessische Theaterakademie wurde unter seiner Leitung 2002 gegründet und stellte einen neuen Weg praxisnaher künstlerischer Ausbildung dar. Sie umfasst derzeit vier Hochschulen und fünfzehn Theater. Nach dem hessischen Vorbild wurde 2005 in Hamburg die Theaterakademie Hamburg gegründet. Für seine an der Hessischen Theaterakademie bis 2006 geleistete Arbeit und sein großes Engagement wurde Hollmann unter anderem die Goethe-Plakette des Landes Hessen verliehen.
Neben zahlreichen Bearbeitungen, Übersetzungen und Drehbüchern verfasste Hans Hollmann zahlreiche Essays über das Theater und theoretische Beiträge zum Theater. In zahlreichen Lesungen interpretierte er vor allem Autoren wie Elias Canetti, Karl Kraus und Heinrich Heine.
Hans Hollmann war mit der Schauspielerin Reinhild Solf verheiratet und lebte in Basel, wo er 1984 die Schweizer Staatsbürgerschaft annahm. Er hinterließ eine Tochter, Anna Sexton (geb. Hollmann); sein Sohn Caspar Florian verunglückte 2001 bei einem Lawinenabgang tödlich.
Hollmann starb am 26. Juni 2022 im Alter von 89 Jahren. Er wurde auf dem Wolfgottesacker in Basel beerdigt.

## Inszenierungen (Auswahl)
Zu den wichtigsten Inszenierungen von Hans Hollmann nach 1990 gehörten im Sprechtheater:
- Der Besuch der alten Dame von Friedrich Dürrenmatt (1992, Burgtheater, Wien)
- Die Schattenlinie von Tankred Dorst, Uraufführung (1995, Akademietheater, Wien)
- Bunbury (1995, Schauspiel Frankfurt, 1998, Renaissance-Theater Berlin)
- Zurüstungen für die Unsterblichkeit von Peter Handke, deutsche Erstaufführung (1997, Schauspiel Frankfurt)
- Der Turm von Hugo von Hofmannsthal (1997, Burgtheater, Wien)
- Endspiel von Samuel Beckett (1999, Schauspiel Frankfurt)
- Ein Traumspiel von August Strindberg (2000, Schauspiel Frankfurt)
- Iphigenie auf Tauris (2002, Theater der Bundesstadt Bonn)
- Nathan der Weise (2004, Fritz Rémond Theater, Frankfurt)
- Lysistrate von Aristophanes (2004, Antikenfestspiele, Trier)
- Bunbury (2006, Theater in der Josefstadt, Wien)

Seine wichtigsten Inszenierungen für das Musiktheater in diesem Zeitraum waren:
- Arabella (1992, Semperoper, Dresden)
- Andrea Chénier (1994, Opernhaus Zürich)
- Das schlaue Füchslein (1994, Semperoper, Dresden)
- Tannhäuser (1995, Deutsche Oper am Rhein, Düsseldorf)
- Le nozze di Figaro und Die Frau ohne Schatten (1995 und 1996, Semperoper Dresden)
- Die Fledermaus von Johann Strauss, (1996, Hamburgische Staatsoper, Wiederaufführung Dezember 2015 in Hamburg)
- Parsifal (1997, Opernhaus Zürich)
- Sly (1998, Opernhaus Zürich)
- Die Wände von Adriana Hölszky (2000, Oper Frankfurt)
- Sly (2000, Gran Teatre del Liceu, Barcelona)
- Dalibor (2002, Staatstheater Karlsruhe)

## Filmografie (Auswahl)
- 1962: Gasparone
- 1962: Mit den besten Empfehlungen
- 1964: Happy-End am Wörthersee (Happy-End am Attersee)
- 1965: Das ist mein Wien
- 1967: Leni
- 1966: Schöne Geschichten mit Papa und Mama
- 1972: Zur schönen Aussicht
- 1995: Die Dreigroschenoper
- 2010: Das Leben ist zu lang
- 2018: Tatort: Die Musik stirbt zuletzt
- 2020: Tatort: Züri brännt

## Ehrungen
Ab 1967 wurden Inszenierungen von Hans Hollmann häufig zum Berliner Theatertreffen eingeladen.
Hans Hollmann war Mitglied der Deutschen Akademie für Darstellende Kunst, Ehrenmitglied der Staatlichen Schauspielbühnen Berlins, Träger des Österreichischen Ehrenkreuzes für Wissenschaft und Kunst I. Klasse, des Großen Goldenen Ehrenzeichens des Landes Steiermark sowie Inhaber der Josef-Kainz-Medaille der Stadt Wien und der Goethe-Plakette des Landes Hessen, welche er 2006 erhielt.

## Einzelbelege
1. ↑  Kleine Zeitung Traueranzeige vom 30. Juni 2022, abgerufen am 30. Juni 2022
2. ↑  Andreas Rossmann: Die Revolution nennt seinen Namen. In: FAZ. 30. Juni 2022.
3. ↑  Hans Hollmann im Munzinger-Archiv (Artikelanfang frei abrufbar)

| Personendaten    | Personendaten                                                |
| ---------------- | ------------------------------------------------------------ |
| NAME             | Hollmann, Hans                                               |
| KURZBESCHREIBUNG | österreichisch-schweizerischer Regisseur und Hochschullehrer |
| GEBURTSDATUM     | 4. Februar 1933                                              |
| GEBURTSORT       | Graz                                                         |
| STERBEDATUM      | 26. Juni 2022                                                |
| STERBEORT        | Basel                                                        |